# Get Up, Stand Up
«Get Up, Stand Up» es una canción escrita por Bob Marley y Peter Tosh. La canción apareció originalmente en el álbum de The Wailers Burnin', de 1973. Fue grabado y tocado en directo en numerosas versiones de The Wailers y Bob Marley & The Wailers, junto con versiones en solitario de Peter Tosh y Bunny Wailer. Se incluyó posteriormente en las compilaciones Legend y Rebel Music, entre otros. La canción está en la tonalidad de do menor.

## Premisa y uso en los conciertos
Bob Marley escribió la canción estando de gira por Haití, profundamente conmovido por su pobreza y la vida de los haitianos, según su novia de entonces, Esther Anderson. La canción fue interpretada frecuentemente en sus conciertos, a menudo como cierre. «Get Up, Stand Up» fue también la última canción que tocó en un escenario, el 23 de septiembre de 1980 en el Teatro Stanley en Pittsburgh, Pennsylvania. Marley falleció de cáncer en mayo del año siguiente.
El artista Ben Harper relata como recuerdo de infancia que durante un concierto de Bob Marley de 1978 en el Anfiteatro Starlight, Peter Tosh apareció sin previo anuncio, mientras estaban tocando esta canción, tomó el micrófono y comenzó a cantar con Marley el último verso frente a un estruendoso aplauso del público. Tosh estaba en ese momento telonando la gira de los Rolling Stones.

## Versiones, remezclas y parodias
- La canción fue parodiada en un episodio de la serie de televisión Futurama, titulado «The Route of All Evil». En el episodio, Hermes Conrad altera la letra de la canción cantando «Stamp it, file it, send it over night».
- La canción se encuentra en el LP Pass the Pipe de Toots & The Maytals. Aunque cantado con la letra y la melodía completamente diferentes, el crédito de la composición se da a los Wailers.
- La canción fue remezclada con «Welcome to Jamrock» de Damian, hijo de Marley, en su álbum del mismo nombre y más tarde incluido en la banda sonora de Grand Theft Auto IV.
- La canción ha sido interpretada por Tracy Chapman.
- A la línea del título se hace referencia en Common de la canción «Book of Life» del álbum Resurrection.
- Una versión de jazz suave de la canción ha sido interpretada por Lee Ritenour y Dave Grusin y que figuran en el CD recopilatorio A Twist of Marley.
- La banda basada en Tornto Reggae/Metal Zeroscape cover de la canción de su nuevo Friday Night EP.
- Versión por Axis of Justice con Serj Tankian.
- Una versión se incluye en el álbum Tribute to the Legend: Bob Marley por Cultura Profética.
- Uno de los hijos de Bob Marley, Ziggy Marley, hace una recopilación de jazz con influencias de reggae basado en el que utiliza el gancho para «Get Up, Stand Up».
- La canción ha sido interpretada por The Butts Band para su álbum del 1975 Hear and Now.
- Shaggy hizo un cover de esta canción, que aparece en Mr. Lover Lover - The Best of Shaggy ... Parte 1.
- Cantado por Ojos de Brujo en su álbum en vivo de 2007 Techarí (letras en español).